# جان دبلیو. تامسون
جان دبلیو. تامسون (به انگلیسی: John W. Thompson) (زادهٔ ۱۷ آوریل ۱۹۳۷) مدیر ارشد اجرایی آمریکایی است، وی  رئیس هیئت مدیره پیشین شرکت مایکروسافت  بوده. وی پیش از این به‌عنوان معاون مدیرعامل شرکت آی‌بی‌ام و مدیر عامل اجرایی سیمنتک فعالیت می‌کرد. تامسون هم‌اکنون عضو هیئت مدیره شرکت‌های یونایتد پارسل سرویس، مایکروسافت و سیگیت نیز می‌باشد، همچنین عضو هیئت رئیسه دانشگاه کشاورزی و مکانیک فلوریدا نیز به‌شمار می‌آید.